# Magnetohydrodynamisk-generator
En magnetohydrodynamisk-generator eller MHD-generator er en elektricitetsgenerator hvor de strømførende viklinger erstattes af en strømmende, elektrisk ledende gas eller væske og hvor den kinetiske energi i det strømmende medium bliver omsat direkte til elektrisk energi.
MHD-generatorer afskiller sig fra traditionelle elektriske generatorer ved at de opererer ved en høj temperatur uden bevægelige dele.